# Helene Brehm
Helene Brehm (* 24. Januar 1862 in Abterode; † 24. August 1932 in Rinteln) war deutsche Lehrerin und Heimatdichterin.

## Leben und Werk

### Kindheit und Studium
Sie wurde als jüngstes Kind des Bürgermeisters von Abterode Johannes Brehm und dessen zweiter Ehefrau Karoline Neuschäfer sieben Jahre nach der Geburt ihrer Schwester Marie als Nachkömmling geboren.
Zunächst besuchte sie die Schule in Abterode und später als einziges Mädchen zusammen mit 17 Knaben die Privatschule des Pfarrers Wilhelm Johann Hermann Coing, Pfarrer in Abterode von 1843 bis 1867.
Schon sehr früh begann sie zu lesen. Dabei kam ihr zugute, dass ihr Patenonkel Georg Dern im Hause der Brehms die Poststelle hatte, die gleichzeitig sein Wohnzimmer war. So konnte sie bequem die eingehenden Zeitungen und Zeitschriften durchsehen.  
Mit zwei Jahren erkrankte sie an Scharlach, was dazu führte, dass sie ein Augenleiden davontrug, welches sie zeitlebens behinderte.

### Berufsleben und Lebensabend
Der sie unterrichtende Pfarrer meinte, weil sie ein Bücherwurm sei, solle man sie studieren lassen, und ihre Eltern bestimmten, dass der Lehrerberuf für sie das Richtige sei.
So kam sie auf die Carolinenschule nach Eisenach in das Lehrerinnenseminar. Nach bestandener Prüfung verweilte sie ein Jahr im Elternhaus und übernahm dann eine Stelle an einer höheren Mädchenschule in Bad Homburg v. d. Höhe. Im Mai 1884 erhielt sie die Berufung an die Stadtschule in Rinteln, wo sie fast 35 Jahre unterrichtete.
Wegen ihres Augenleidens musste sie ihr Lehreramt in Rinteln im Frühjahr 1919 frühzeitig aufgeben.
Sie lebte zusammen mit ihrer älteren Schwester Marie in Rinteln und starb dort am 24. August 1932.

### Werk
Schon in jungen Jahren begann sie damit, Verse zu schreiben. Meistens saß sie dabei in der Laube ihres großen Gartens. Sie schrieb Gedichte, heimatkundliche Aufsätze  und Erzählungen über das gesamte Meißnervorland, den Meißner, den sie richtigerweise Wissener nannte, das Höllental, die  Bilsteiner, über das alte Abterode,  Abteröder Flurnamen, über die Bräuche, aber auch über ihre Wahlheimat Rinteln und deren Umgebung. Zusammen mit ihrer Schwester Marie hat sie auch einige Werke geschrieben, so das Abteröder Neujahrslied, das sie von einem Musiklehrer in Rinteln in Noten aufzeichnen ließen, indem sie es ihm zweistimmig vorgesungen haben.  Marie Brehm veröffentlichte auch eigene Artikel, so z. B. Dörfliches Handelswesen früherer Zeit und Die diebische Hand.
Helene Brehm veröffentlichte drei Bücher:
- Von heimischer Scholle. Gedichte. Druck und Verlag von Friedrich Scheel, Kassel 1909.
- Aus meinem Garten. Gedichte, mit Bildern von O. Gebhardt. Heimatschollen-Verlag, A. Bernecker, Melsungen 1922, DNB 57895785X.
- Das Pochen an der Herztür. Erzählungen. M. G. Elwertsche Verlagsbuchhandlung, Marburg 1925, DNB 578957868.

In dem Buch 900 Jahre Meißner-Abterode 1076–1976 wurde Helene Brehm wie folgt gewürdigt: „Die Dichterin besaß die Gabe, Menschen in ihrem Schicksal, die Landschaft in ihrer Schönheit in sprachlicher Schlichtheit und großer Wahrhaftigkeit darzustellen. Alles, was sie schrieb, war dem Leben abgelauscht. Helene Brehm hat der Nachwelt ein Erbe hinterlassen, das verdient, gehütet zu werden.“